# A-Sides
A-Sides é uma coletânea de maiores sucessos do Soundgarden com canções que apareceram em seus 13 anos de carreira. Foi lançado em 1997 pela A&M Records e foi o último lançamento do Soundgarden até o lançamento de King Animal em 2012. Contém uma canção ausente dos álbuns anteriores ("Bleed Together") que aparece em cópias importadas do single para "Burden in My Hand".
| Críticas profissionais                                                      | Críticas profissionais |
| Avaliações da crítica                                                       | Avaliações da crítica  |
| Fonte                                                                       | Avaliação              |
| --------------------------------------------------------------------------- | ---------------------- |
| allmusic                                                                    | [ 1 ]                  |
| Entertainment Weekly                                                        | (A)                    |
| Pitchfork Media                                                             | (7.5/10)               |
| Revista Q                                                                   | [ 4 ]                  |
| Robert Christgau                                                            | (sem nota)             |
| Esta tabela precisa de ser acompanhada por texto em prosa. Consulte o guia. |                        |

## Faixas
Todas as músicas por Chris Cornell, exceto onde anotado.
1. "Nothing to Say" (Cornell, Kim Thayil) – 3:56
  - Do álbum Screaming Life
2. "Flower" (Cornell, Thayil) – 3:25
  - Do álbum Ultramega OK
3. "Loud Love" – 4:57
  - Do álbum Louder than Love
4. "Hands All Over" (Cornell, Thayil) – 6:00
  - Do álbum Louder than Love
5. "Get on the Snake" (Cornell, Thayil) – 3:44
  - Do álbum Louder than Love
6. "Jesus Christ Pose" (Matt Cameron, Cornell, Ben Shepherd, Thayil) – 5:51
  - Do álbum Badmotorfinger
7. "Outshined" – 5:11
  - Do álbum Badmotorfinger
8. "Rusty Cage" – 4:26
  - Do álbum Badmotorfinger
9. "Spoonman" – 4:06
  - Do álbum Superunknown
10. "The Day I Tried to Live" – 5:19
  - Do álbum Superunknown
11. "Black Hole Sun" – 5:18
  - Do álbum Superunknown
12. "Fell on Black Days" – 4:42
  - Do álbum Superunknown
13. "Pretty Noose" – 4:12
  - Do álbum Down on the Upside
14. "Burden in My Hand" – 4:50
  - Do álbum Down on the Upside
15. "Blow Up the Outside World" – 5:46
  - Do álbum Down on the Upside
16. "Ty Cobb" (Cornell, Shepherd) – 3:05
  - Do álbum Down on the Upside
17. "Bleed Together" – 3:54
  - Original do single "Burden in My Hand"